# 줄다리기

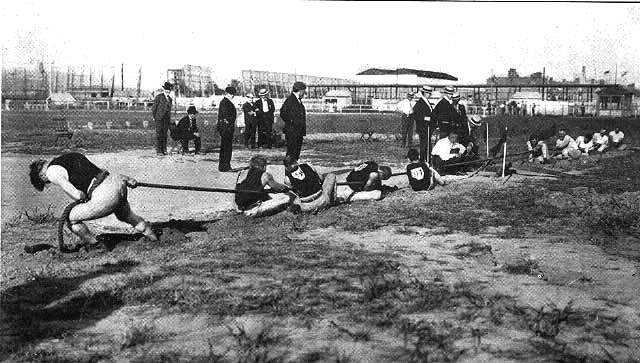
1904년 세인트루이스 올림픽의 줄다리기 경기 모습.

줄다리기(영어: tug of war)는 두 팀이 서로 자기 편 쪽으로 줄을 끌어 당겨 힘을 겨루는 운동 경기이다. 1900년부터 1920년까지 하계 올림픽 정식 종목이기도 했다. 줄 이외의 특별한 도구를 요구하지 않는다. 경쟁 관계에 있는 두 집단 간의 세력 싸움 등을 은유적으로 표현할 때 흔히 줄다리기에 비유하기도 한다.

## 기원
줄다리기의 기원은 불확실하지만 이 스포츠는 캄보디아, 고대 이집트, 그리스, 인도, 중국에서 행해졌다.
고대 그리스에서 줄다리기 게임은 근력을 키우는 가장 인기 있는 게임 중 하나였으며 완전 갑옷을 입고 전투에 필요한 근력을 키우는 데 도움이 되었다라고 불린다.

## 인류무형문화유산
2015년 제10차 무형유산보호협약 정부간위원회는 한국, 베트남, 캄보디아, 필리핀이 공동등재 신청한 줄다리기를 인류무형문화유산으로 등재하였다.

## 한국의 줄다리기
여러 사람이 편을 갈라서 줄을 마주 잡아 당겨 승부를 겨루는 민속놀이의 하나다.
줄다리기에 쓰는 줄은 암줄(雌索)과 숫줄(雄索)로 되어 있으며, 암줄과 숫줄의 머리부분은 남녀의 성기를 상징한 듯하다. 즉 암줄은 둥근 고리로 되었고, 숫줄은 길쭉하여 숫줄을 암줄에 꿰어 빠지지 않도록 단단히 잡아매든가 고리 속으로 나무토막을 꽂아 놓든가 한다. 양쪽 줄은 다같이 몸체가 몇 아름이나 되는 굵은 줄이며, 그 몸체에 여러 갈래로 가는 줄이 매어져 있고, 끝으로 갈수록 가늘고 작아진다. 줄은 새끼로 꼬아 만들지만 칡으로 만드는 지방도 있다.
줄다리기는 대개 음력 정월 대보름에 행해지며, 8월의 추석에도 행한다. 이 놀이는 전국적으로 보급된 단체놀이이지만 특히 남한지역에서 성행하였다. 또 줄다리기는 체육적 경기라고 할 수 있으나 고래로 그 목적하는 바는 신앙과 연결되어 있다. 즉 정초의 한가함을 이용하여 동네의 남녀노소가 한자리에 모여 힘을 겨루며 즐기는 것이지만, 승패에 따라 그 해 농사의 풍흉을 점치는 데에도 큰 의미가 있다. 원래 줄다리기는 대개 동부와 서부의 양편으로 갈리고 동부는 숫줄, 서부는 암줄을 만드는 것이 상례이며, 양편 줄의 머리 부분 모양은 천지·음양·양극(兩極)·남녀의 심볼을 상대적으로 상징한 것이다. 그리고 두 줄을 합쳐 힘을 겨루는 것은 또한 남녀의 교합과 화합을 의미하고, 여기에서 농사의 풍양(豊穰)을 연역해 낸 것 같다. 줄다리기를 할 때는 남녀노소가 모두 참석하여 줄을 당기며, 부녀자들은 돌을 안고 매달리기도 한다. 이리하여 동부가 이기면 풍년이 들고 서부가 이기면 만선(滿船)이 된다고 믿어 왔다.